# Wspólnota administracyjna Zschopau
Wspólnota administracyjna Zschopau (niem. Verwaltungsgemeinschaft Zschopau) – wspólnota administracyjna w Niemczech, w kraju związkowym Saksonia, w okręgu administracyjnym Chemnitz, w powiecie Erzgebirgskreis. Siedziba wspólnoty znajduje się w mieście Zschopau.
Wspólnota administracyjna zrzesza jedną gminę miejską oraz jedną gminę wiejską: 
- Gornau/Erzgeb.
- Zschopau